# رأسمالية بيئية
رأسمالية بيئية كما تُعرف باسم رأسمالية خضراء هي وجهة النظر القائلة بوجود رأس المال في الطبيعية على صورة رأس مال طبيعي (أنظمة بيئية تعطي عائداً بيئياً) والذي تقوم عليه الثروة بكاملها، وعليه يجب توظيف الآلات السياسة الحكومية المعتمدة على السوق (مثل أنظمة تجارة الانبعاثات) بهدف حل المشاكل البيئة.

## تاريخ
يمكن تتبع جذور الرأسمالية البيئية إلى فترة أواخر ستينيات القرن العشرين. كتب غاريت هاردين مقالة نُشرت في دورية ساينس عام 1968 حملت عنوان "تراجيديا المشاع"، أدعى فيها هاردين حتمية وقوع كارثة مالتوسية نتيجة سياسات الحكومة الديمقراطية أو الليبرالية التي تركت شؤون تقرير حجم العائلة إلى العائلة وقامت بتمكين دولة الرفاه من رعاية أي زيادة سكانية محتملة الوقوع طواعيةً. رأى هاردين أنه إذا ما مُنحت العائلات حرية الاختيار في مسألة تقرير حجم العائلة وألغي نظام دولة الرفاه سيؤدي ذلك إلى عدم استطاعة الأهل من تأمين الموارد التي يحتاجها أطفالهم ما يعني حل مشكلة الزيادة السكانية. يمثل هذا إحدى الآراء الأولى تبعاً لوجهة نظر رأسمالية بيئية: يمكن حل مشكلة الزيادة السكانية عبر السوق الحر.

## الانتقال نحو الرأسمالية الخضراء
اُعتمدت أيديولوجيا الرأسمالية البيئية بغية تحقيق حاجتين متنافستين اثنتين: أولهما هي رغبة الأعمال التجارية في توليد الأرباح في مجتمع رأسمالي. وثانيهما هي الحاجة الملحة لتبني إجراءات مناسبة بهدف معالجة البيئة المتضررة نتيجة النشاط البشري. ووفقاً للمذهب البيئي الرأسمالي فإن الأعمال التجارية تنظر إلى حل القضايا البيئية على أنها سلعة.
تعد المبادئ الآتية شائعة في إطار عملية الانتقال نحو الرأسمالية الخضراء.

### المؤثرات الخارجية: تصحيح إخفاق السوق الحرة
يُعنى جزء أساسي من الرأسمالية البيئية بتصحيح إخفاق السوق الذي يُلاحظ في تخريج التلوث. التعامل مع قضية التلوث على أنها مؤثر خارجي، أتاح للسوق تقليل درجة المساءلة. لتصحيح هذا الإخفاق في السوق، يتعين على الرأسمالية البيئية تحمّل هذه التكلفة. ومن الأمثلة الرئيسية على هذا التحول نحو استيعاب العوامل الخارجية هو اعتماد نظام لتجارة الكربون. في نظام مثل هذا، يضطر الناس إلى تحمّل تكلفة التلوث من نفقاتهم. يعمل هذا النظام بالإضافة إلى أنظمة الاستيعاب الأخرى على نطاقات كبيرة وصغيرة (في كثير من الأحيان ترتبط ببعضها ارتباطًا وثيقًا). على نطاق الشركات، يمكن للحكومة أن تنظم انبعاثات الكربون والعوامل الملوِّثة الأخرى في الممارسات التجارية، ما يجبر الشركات إما على تقليل مستويات التلوث لديها، أو تخريج هذه التكاليف على المستهلكين من خلال رفع تكلفة سلعها/خدماتها، و/أو اتخاذ كل من الإجراءين. يمكن أن تكون هذه الأنواع من الأنظمة فعالة أيضًا بشكل غير مباشر في إنشاء قاعدة من المستهلكين الأكثر وعيًا بالبيئة. لأن الشركات التي تتسبّب في معظم التلوث تواجه مستويات منخفضة من الأرباح وارتفاعًا في الأسعار، يميل المستهلكون والمستثمرون فيها إلى نقل أعمالهم إلى مكان آخر. ومن المتوقع عندئذ أن تشقّ هجرة الاستثمار والعائدات طريقها إلى الشركات التي أدرجت مسبقًا تقليل التلوث إلى الحد الأدنى في نموذج أعمالها، ما يتيح لها توفير أسعار أقل وهوامش ربح أعلى تجذب المستهلكين والمستثمرين المهاجرين.

### الاستهلاك الأخضر
يرى منظرون رئيسيون للرأسمالية البيئية في إطارها المفاهيمي من أمثال بول هوكين وليستر براون وفرانسيس كيرنكروس الفرصة لتأسيس مقاربة مختلفة لمذهب البيئية في مجتمع رأسمالي.
 يعتقد هؤلاء المنظرون بقدرة المنتجين والمستهلكين على تحمل المسؤلية الاجتماعية للاستعادة البيئية شريطة تواجد «التقنية الخضراء والضرائب الخضراء والوسم الأخضر والتسوق المدرك للبيئة». وبدورها تعمل عقلية «شراء طريقنا نحو الاستدامة» على تشجيع تطوير الزراعة العضوية والطاقة المتجددة والشهادات الخضراء وجميع الممارسات الأخرى الصديقة بالبيئة.
يضفي تقرير في عام 2015 من نيلسن مصداقيةً على هذه النظرية. وفقًا للتقرير، يُظهِر المستهلكون ولاءً أكبر للعلامة التجارية وهم مستعدون لدفع أسعار أعلى مقابل منتج يُعدّ مستدامًا. هذا صحيح بشكل خاص لدى جيل الألفية والجيل زد. تشكل هذه الأجيال حاليًا 48% من السوق العالمية ولم تصل حتى الآن إلى مستويات إنفاقها القصوى. مع استمرار تفضيلات هذه الأجيال في صياغة طريقة عمل الشركات وتسويقها، يمكن لهذه الأجيال أن تقود الانتقال المستمر نحو الاستهلاك الأخضر.
وفقًا للمراجعة السنوية للموارد البيئية «كان تركيز واضعي السياسات والشركات والباحثين في الغالب على الأخير (الاستهلاك بطريقة مختلفة)، مع إيلاء القليل من الاهتمام نسبيًا إلى تخفيض الاستهلاك». تظهر مراجعة لكيفية تشجيع الاستهلاك المستدام من جامعة سوري أن «السياسات الحكومية ترسل إشارات مهمة للمستهلكين حول الأهداف المؤسسية والأولويات الوطنية». يمكن للحكومات أن تستخدم مجموعة متنوعة من الوسائل للإشارة إلى هذا بما في ذلك المنتج والتجارة والبناء ووسائل الإعلام ومعايير التسويق.

### تجارة الكربون
بتشكّل أول تأييد للرأسمالية البيئية، دعمت العديد من المؤسسات السياسية والاقتصادية نظام اعتمادات التلوث. يعدّ هذا النظام، الذي يخصص حقوق الملكية للانبعاثات، أكثر الطرق «كفاءة وفعالية» لتنظيم انبعاثات غازات الدفيئة في الاقتصاد العالمي النيوليبرالي الحالي. في حالة اعتمادات التلوث القابلة للتداول بشكل خاص، يُعتقد أن نظام تنظيم الانبعاثات القائم على السوق يحفّز الشركات على الاستثمار في التكنولوجيا التي تقلل من انبعاثات غازات الدفيئة باستخدام التعزيز الإيجابي (أي القدرة على تداول الاعتمادات غير المستخدمة) والمعاقبة (أي الحاجة إلى شراء المزيد من الاعتمادات).

### المحاسبة كاملة التكلفة
تقيّم المحاسبة البيئية كاملة التكلفة أعمال الشركات على أساس خط القاع الثلاثي، والذي يمكن تلخيصه بشكل أفضل على أنه يضم ثلاثة أجزاء «الناس والكوكب والأرباح». كمفهوم للمسؤولية الاجتماعية للشركات، فإن المحاسبة كاملة التكلفة لا تراعي فقط التكاليف والفوائد الاجتماعية والاقتصادية ولكن أيضًا الآثار البيئية لأعمال شركات محددة.
بينما يتم إحراز تقدم في قياس تكلفة الضرر الذي يلحق بصحة الأفراد والبيئة، يجعل التفاعل بين الآثار البيئية والاجتماعية والصحية القياس صعبًا. يمكن تصنيف محاولات القياس على نطاق واسع على أنها إمّا سلوكية بطبيعتها، مثل تسعير المتعة، أو استجابة للجرعة التي تنظر في الآثار غير المباشرة. لم يُطرح بعد قياس موحد لهذه التكاليف. لا ينبغي خلط هذا مع طريقة التكلفة الكاملة التي تستخدمها المنظمات التي تنقّب عن النفط والغاز والتي «لا تميّز بين نفقات التشغيل المرتبطة بمشاريع التنقيب الناجحة والفاشلة».